# باقر أباد كرد (بشاريات الشرقي)
باقر أباد کرد (بالفارسية: باقرآباد کرد) هي قرية تقع في إيران في قسم بشاریات الشرقي الریفي. يقدر عدد سكانها بـ 439 نسمة .